# Uwe Keßler (Radsportler)

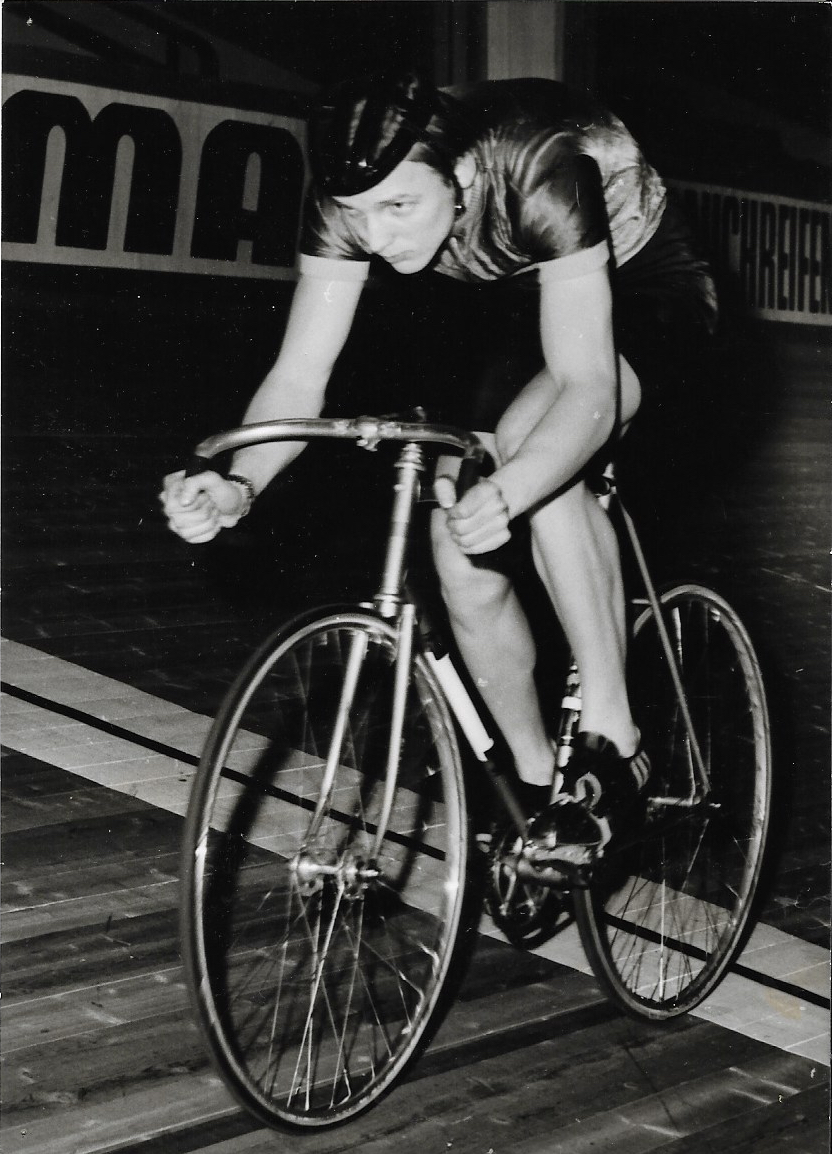
Keßler 1979 in der Werner-Seelenbinder-Halle

Uwe Keßler (* 11. August 1957 in Magdeburg) ist ein ehemaliger deutscher Radrennfahrer vom SC Dynamo Berlin.
Keßler war im Bahnradsport in der DDR aktiv. Als Spezialist im Zeitfahren gewann er 1975 die Goldmedaille bei der Kinder- und Jugendspartakiade der DDR, sowie im gleichen Jahr den DDR-Meistertitel. Außerdem belegte er 1978 2. Platz  bei den DDR-Meisterschaften der Männer auf der Winterbahn im 1000-Meter-Zeitfahren. Darüber hinaus wurde er 1979 DDR-Meister in dieser Disziplin.
Ferner engagierte er sich zwischen 2002 und 2006 ehrenamtlich als Konditions- und Fitnesstrainer im Jugendbereich des Köpenicker SC.